# Зайраб Катай
Зайраб Катай (араб. زيرب قطان‎, Зайраб Каттан) или Рабраб Катай (ربرب خطائي‎, Рабраб Хатаи́) — один из первых известных игроков в шатрандж (начало IX века).
Зайраб был уроженцем Средней Азии, по другим сведениям — Китайской Татарии. Три мастера шатранджа — Зайраб Катай, Джабир аль-Куфи и Абу Наим аль-Хадим являются первыми, чьи имена дошли до наших дней. Сообщается, что Аббасидский халиф аль-Мамун (правил в 813—833 годах) любил наблюдать, как Зайраб, Абу Наим и Джабир аль-Куфи играют друг против друга. По другой версии, во время экспедиции из Хорасана в Багдад (204 г. х./819 год) в присутствии халифа играли Зайраб, Джабир и Абд аль-Гаффар аль-Ансари. В трактате Хасана аль-Басри «Книга о шатрандже, его позициях и красотах» (араб. كتاب في الشطرنج و منصوباته و ملحه‎) Зайраб был включён автором в число игроков высшего класса (алият) наряду с Абу Наимом, Джабиром аль-Куфи, аль-Адли и ар-Рази.
В старинных рукописях сохранился ряд шахматных позиций и окончаний, сыгранных или проанализированных 3айрабом Катаем. Зайраб Катай специально занимался исследованием эндшпиля «ладья против коня»:
|   | a                                                                    | b                                                                    | c                                                                    | d                                                                    | e                                                                    | f                                                                    | g                                                                    | h                                                                    |   |
| - | -------------------------------------------------------------------- | -------------------------------------------------------------------- | -------------------------------------------------------------------- | -------------------------------------------------------------------- | -------------------------------------------------------------------- | -------------------------------------------------------------------- | -------------------------------------------------------------------- | -------------------------------------------------------------------- | - |
| 8 | c5 чёрный король · e5 белый король · d3 белая ладья · e2 чёрный конь | c5 чёрный король · e5 белый король · d3 белая ладья · e2 чёрный конь | c5 чёрный король · e5 белый король · d3 белая ладья · e2 чёрный конь | c5 чёрный король · e5 белый король · d3 белая ладья · e2 чёрный конь | c5 чёрный король · e5 белый король · d3 белая ладья · e2 чёрный конь | c5 чёрный король · e5 белый король · d3 белая ладья · e2 чёрный конь | c5 чёрный король · e5 белый король · d3 белая ладья · e2 чёрный конь | c5 чёрный король · e5 белый король · d3 белая ладья · e2 чёрный конь | 8 |
| 7 | c5 чёрный король · e5 белый король · d3 белая ладья · e2 чёрный конь | c5 чёрный король · e5 белый король · d3 белая ладья · e2 чёрный конь | c5 чёрный король · e5 белый король · d3 белая ладья · e2 чёрный конь | c5 чёрный король · e5 белый король · d3 белая ладья · e2 чёрный конь | c5 чёрный король · e5 белый король · d3 белая ладья · e2 чёрный конь | c5 чёрный король · e5 белый король · d3 белая ладья · e2 чёрный конь | c5 чёрный король · e5 белый король · d3 белая ладья · e2 чёрный конь | c5 чёрный король · e5 белый король · d3 белая ладья · e2 чёрный конь | 7 |
| 6 | c5 чёрный король · e5 белый король · d3 белая ладья · e2 чёрный конь | c5 чёрный король · e5 белый король · d3 белая ладья · e2 чёрный конь | c5 чёрный король · e5 белый король · d3 белая ладья · e2 чёрный конь | c5 чёрный король · e5 белый король · d3 белая ладья · e2 чёрный конь | c5 чёрный король · e5 белый король · d3 белая ладья · e2 чёрный конь | c5 чёрный король · e5 белый король · d3 белая ладья · e2 чёрный конь | c5 чёрный король · e5 белый король · d3 белая ладья · e2 чёрный конь | c5 чёрный король · e5 белый король · d3 белая ладья · e2 чёрный конь | 6 |
| 5 | c5 чёрный король · e5 белый король · d3 белая ладья · e2 чёрный конь | c5 чёрный король · e5 белый король · d3 белая ладья · e2 чёрный конь | c5 чёрный король · e5 белый король · d3 белая ладья · e2 чёрный конь | c5 чёрный король · e5 белый король · d3 белая ладья · e2 чёрный конь | c5 чёрный король · e5 белый король · d3 белая ладья · e2 чёрный конь | c5 чёрный король · e5 белый король · d3 белая ладья · e2 чёрный конь | c5 чёрный король · e5 белый король · d3 белая ладья · e2 чёрный конь | c5 чёрный король · e5 белый король · d3 белая ладья · e2 чёрный конь | 5 |
| 4 | c5 чёрный король · e5 белый король · d3 белая ладья · e2 чёрный конь | c5 чёрный король · e5 белый король · d3 белая ладья · e2 чёрный конь | c5 чёрный король · e5 белый король · d3 белая ладья · e2 чёрный конь | c5 чёрный король · e5 белый король · d3 белая ладья · e2 чёрный конь | c5 чёрный король · e5 белый король · d3 белая ладья · e2 чёрный конь | c5 чёрный король · e5 белый король · d3 белая ладья · e2 чёрный конь | c5 чёрный король · e5 белый король · d3 белая ладья · e2 чёрный конь | c5 чёрный король · e5 белый король · d3 белая ладья · e2 чёрный конь | 4 |
| 3 | c5 чёрный король · e5 белый король · d3 белая ладья · e2 чёрный конь | c5 чёрный король · e5 белый король · d3 белая ладья · e2 чёрный конь | c5 чёрный король · e5 белый король · d3 белая ладья · e2 чёрный конь | c5 чёрный король · e5 белый король · d3 белая ладья · e2 чёрный конь | c5 чёрный король · e5 белый король · d3 белая ладья · e2 чёрный конь | c5 чёрный король · e5 белый король · d3 белая ладья · e2 чёрный конь | c5 чёрный король · e5 белый король · d3 белая ладья · e2 чёрный конь | c5 чёрный король · e5 белый король · d3 белая ладья · e2 чёрный конь | 3 |
| 2 | c5 чёрный король · e5 белый король · d3 белая ладья · e2 чёрный конь | c5 чёрный король · e5 белый король · d3 белая ладья · e2 чёрный конь | c5 чёрный король · e5 белый король · d3 белая ладья · e2 чёрный конь | c5 чёрный король · e5 белый король · d3 белая ладья · e2 чёрный конь | c5 чёрный король · e5 белый король · d3 белая ладья · e2 чёрный конь | c5 чёрный король · e5 белый король · d3 белая ладья · e2 чёрный конь | c5 чёрный король · e5 белый король · d3 белая ладья · e2 чёрный конь | c5 чёрный король · e5 белый король · d3 белая ладья · e2 чёрный конь | 2 |
| 1 | c5 чёрный король · e5 белый король · d3 белая ладья · e2 чёрный конь | c5 чёрный король · e5 белый король · d3 белая ладья · e2 чёрный конь | c5 чёрный король · e5 белый король · d3 белая ладья · e2 чёрный конь | c5 чёрный король · e5 белый король · d3 белая ладья · e2 чёрный конь | c5 чёрный король · e5 белый король · d3 белая ладья · e2 чёрный конь | c5 чёрный король · e5 белый король · d3 белая ладья · e2 чёрный конь | c5 чёрный король · e5 белый король · d3 белая ладья · e2 чёрный конь | c5 чёрный король · e5 белый король · d3 белая ладья · e2 чёрный конь | 1 |
|   | a                                                                    | b                                                                    | c                                                                    | d                                                                    | e                                                                    | f                                                                    | g                                                                    | h                                                                    |   |

1.Ле3 Kg1 2.Kpf5 Kpd4 3.Kpf4! Kpc4 
 4.Kpg3 Kpd4 5. Лe1 и выигрыш.